# 폭스바겐 투아렉
폭스바겐 투아렉(Volkswagen Touareg)은 독일의 자동차 업체인 폭스바겐이 2002년에 출시한 프리미엄 준대형 스포츠 유틸리티 자동차(SUV)이다.
폭스바겐의 상용 밴 차종인 트랜스포터의 전륜구동 플랫폼을 가져와 엔진을 세로로 배치할 수 있게 플랫폼을 개조하였으며, 아우디 Q7 및 포르쉐 카이엔과 공용한다. 투아렉은 폭스바겐의 슬로바키아 브라티슬라바 현지공장에서 Q7, 카이엔과 함께 생산한다. 2016년까지는 투아렉과 Q7만 브라티슬라바 현지공장에서 완전히 생산하고 카이엔은 차체만 브라티슬라바에서 제작하여 포르쉐 라이프치히 공장으로 보내서 조립했으나, 3세대 카이엔이 출시된 2017년부터 세 모델이 다 같이 브라티슬라바 현지공장에서 생산되어 출고된다.
대한민국에는 디젤 모델만 판매하고 있으며, 가솔린 모델은 1세대에서만 잠시 판매했다.

## 1세대
2002년에 페이톤과 함께 발표되어 출시되었으며, 동일한 시기에 출시된 카이엔과 같은 PL71형 플랫폼을 공용한다. 2007년에 유선형으로 전조등이 바뀌었다. 2010년 2월 2세대 투아렉의 출시로 단종되었다. 가솔린 엔진은 V6 3.2리터, V8 4.2리터 엔진이 있었고, 커먼레일 디젤 엔진은 240마력 V6 3.0리터, 313마력 V10 5.0리터 TDI 엔진이 장착되었다.

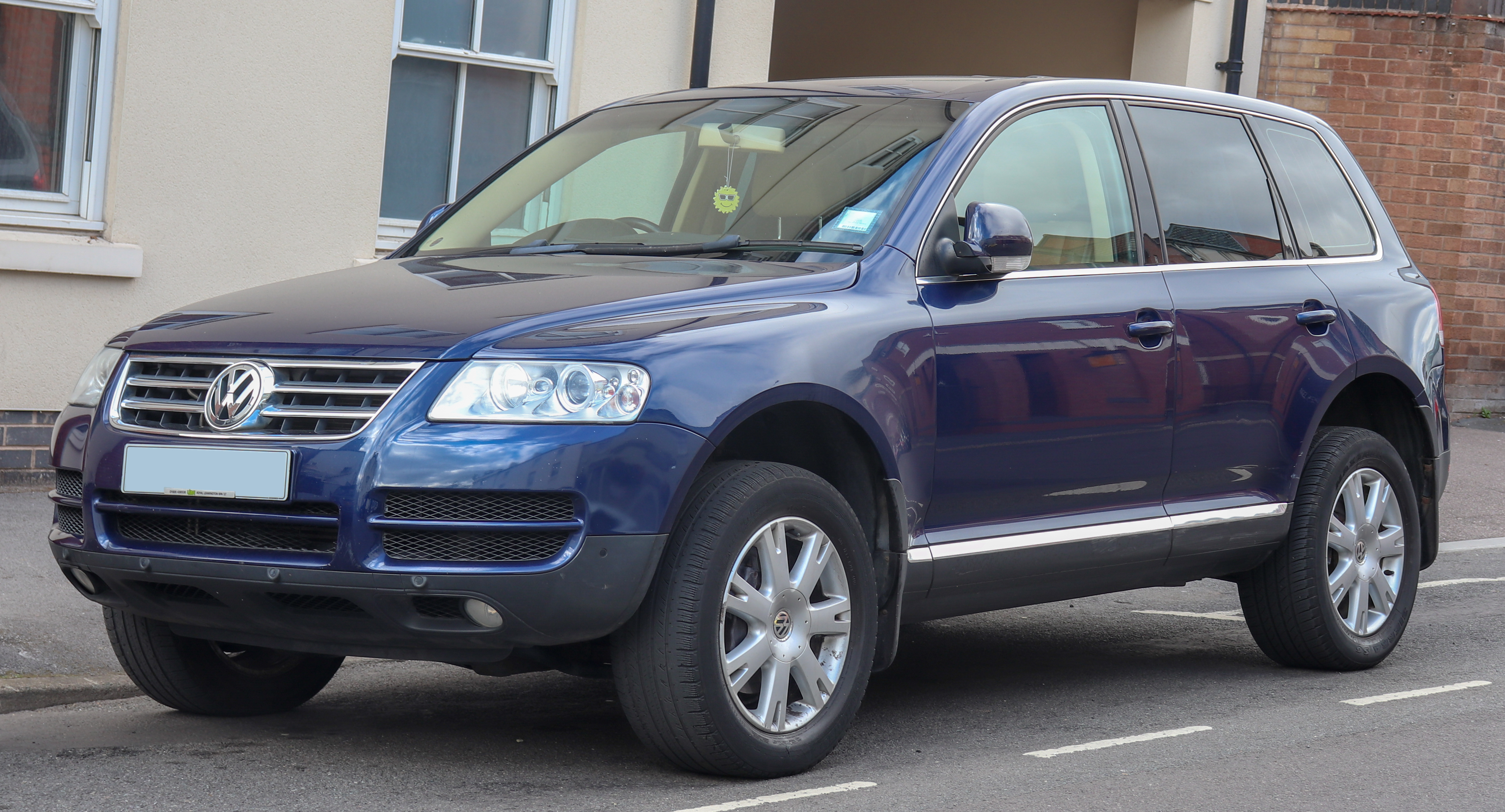
폭스바겐 투아렉 (전기형) 정측면
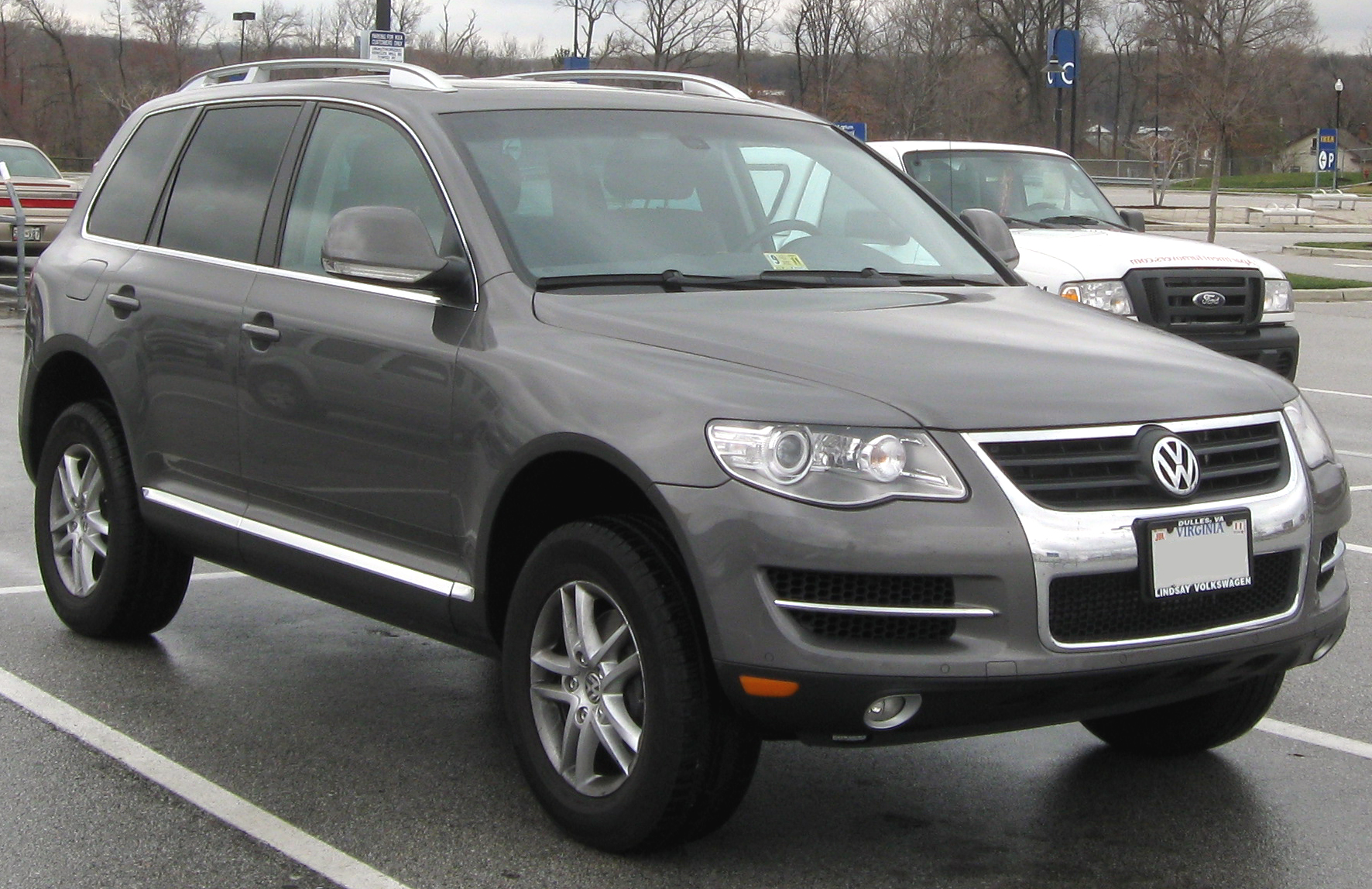
폭스바겐 투아렉 (후기형) 정측면

## 2세대
2010년 2월 10일에 출시되었으며, 대한민국에는 2011년 7월 4일에 출시했다. 보다 더 세련된 차체로 모델 체인지되었다. 카이엔과 같이 쓰는 플랫폼은 PL52형으로 바뀌었고, 자동변속기는 아이신의 8단으로 교체되었다. 디젤 엔진 중 1세대에 장착되었던 313마력 V10 5.0리터 커먼레일 디젤 엔진은 340마력 V8 4.2리터 커먼레일 디젤 엔진으로 교체했으며, 이 엔진은 카이엔과 Q7도 공용했다.(단, 카이엔에는 V8 4.2리터 커먼레일 디젤 엔진이 382마력으로 세팅된다.) 2014년 9월 18일에는 스페셜 에디션을 선보였다.

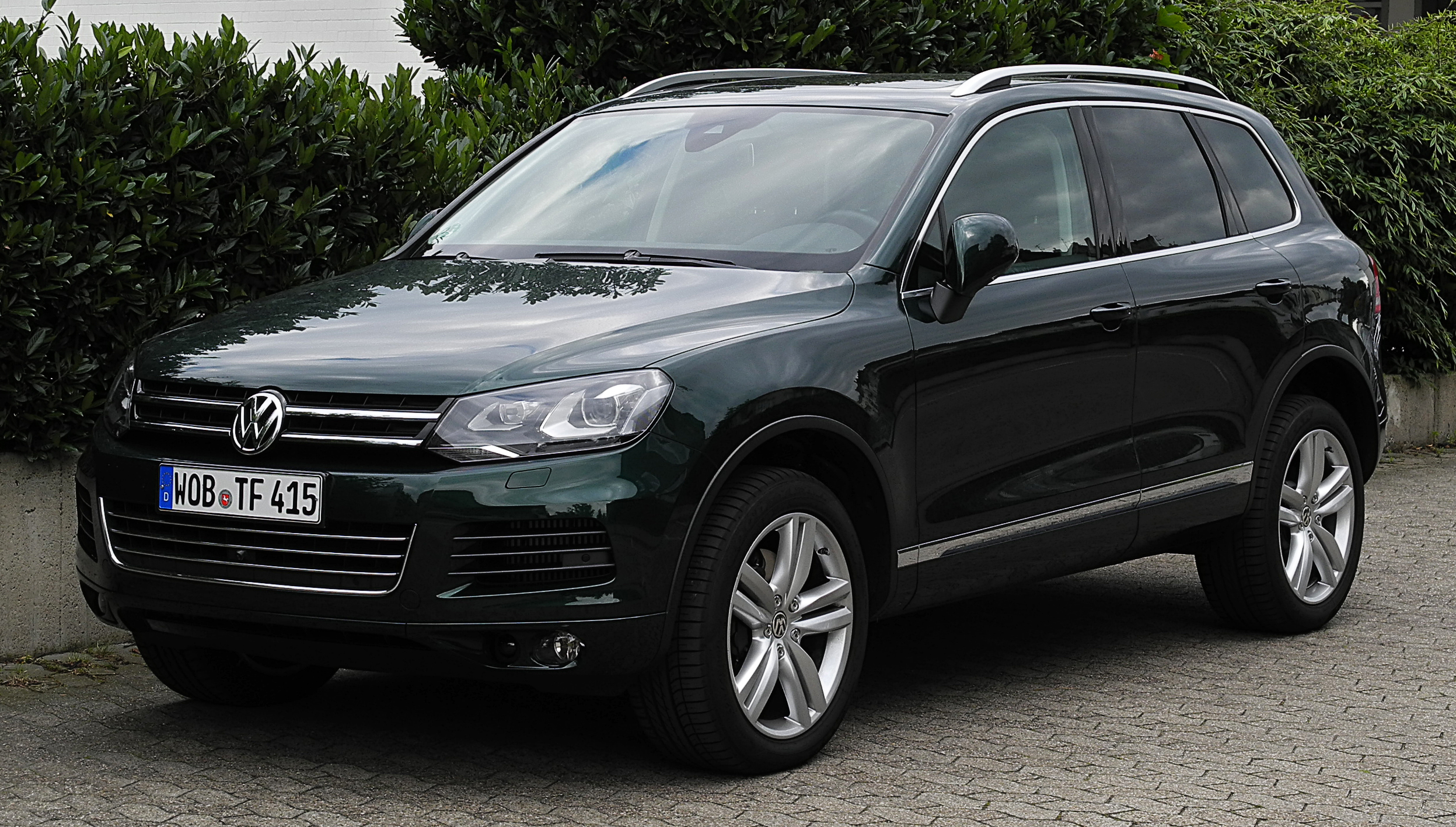
폭스바겐 뉴 투아렉 정측면

## 3세대

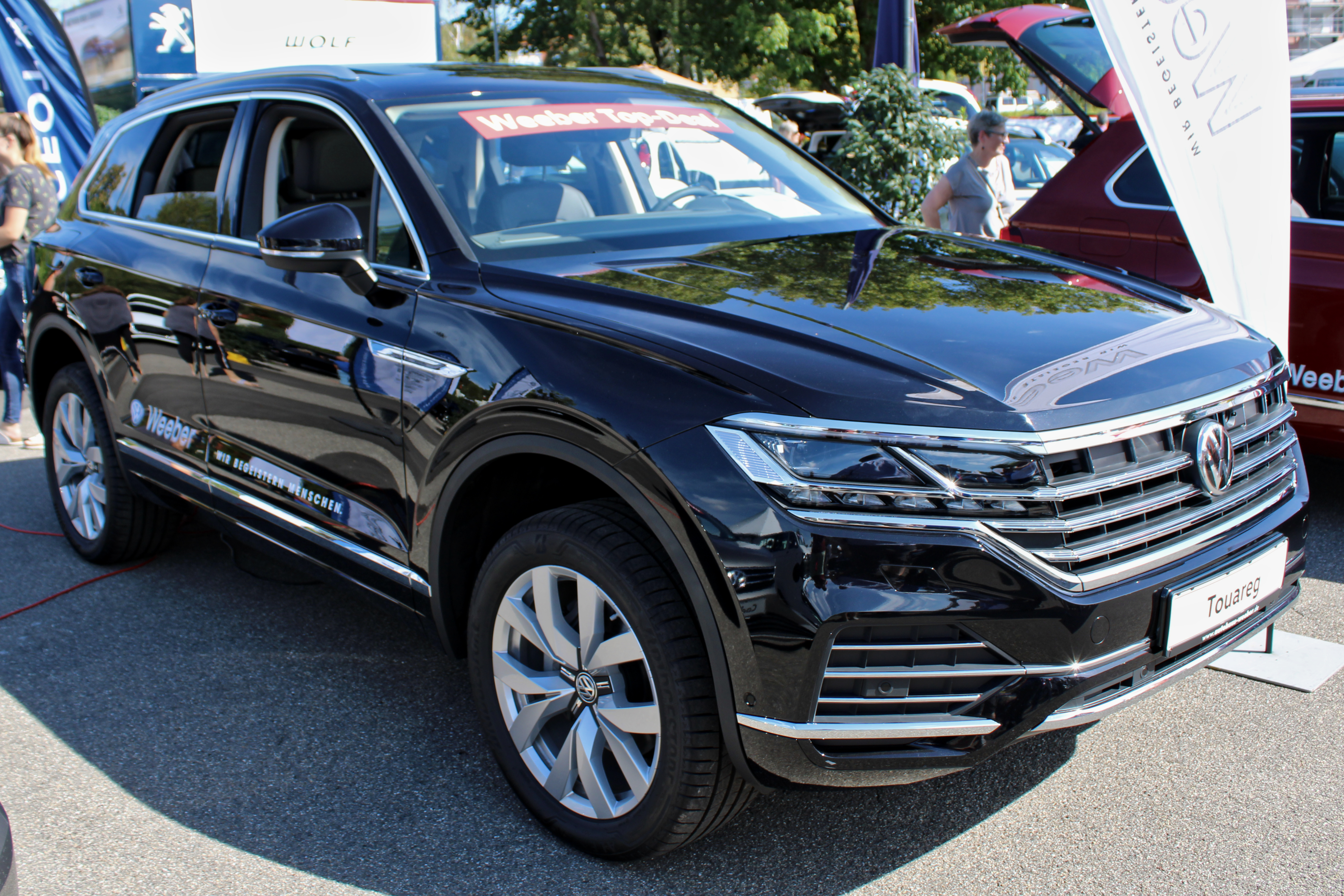

2018년에 공개했다. 3세대부터는 북아메리카 시장에서 투아렉을 판매하지 않고, 전륜구동 기반으로 개발하여 폭스바겐의 미국 현지공장에서 생산하는 아틀라스(테라몬트)가 투아렉의 자리를 대체한다.
대한민국에는 2020년 2월 7일에 V6 3.0리터 디젤을 먼저 출시했고, V8 4.0리터 디젤은 2020년 8월에 추가했다. 대한민국에는 286마력 V6 3.0리터 커먼레일 디젤 엔진과 421마력 V8 4.0리터 커먼레일 디젤 엔진이 나왔으며, V8 디젤은 한정판으로 판매했다.
아우디-폭스바겐이 V8 커먼레일 디젤 엔진의 생산을 중단한다고 발표함에 따라, 2023년에 나온 부분변경 모델에서는 V6 3.0리터 커먼레일 디젤 엔진으로 단일화했다. 동시에 V6 3.0리터 커먼레일 디젤 엔진은 부분변경 때 SCR 장치를 일부 개선했다.
독일 현지에서도 V8 4.0리터 커먼레일 디젤 모델은 400대 한정판인 라스트 에디션을 내놓은 후 생산을 중지했다.

## 경쟁 차종
- 현대자동차 - 맥스크루즈, 팰리세이드
- 기아자동차 - 모하비, 텔루라이드
- 쉐보레 - 트래버스
- 쌍용자동차 - G4 렉스턴
- 혼다 - 파일럿
- 포드 - 익스플로러, 플렉스
- 지프 - 그랜드 체로키
- 닛산 - 패스파인더